# Šibenik-Knin distrikt
Šibenik-Knin distrikt (udtales [ʃîbeniːk-knîːn]; kroatisk: Šibensko-kninska županija) er et distrikt i det sydlig  Kroatien, der ligger i den nordlige centrale del af Dalmatien. Den største by i distriktet er Šibenik, som også er administrationsby. Andre større byer er Knin, Vodice, Drniš og Skradin.
Distriktet har et areal på 2.984 km2. Det omfatter  242 øer og nationalparkerne, Krka og Kornati.

## Byer og kommuner
Šibenik-Knin distrikt er opdelt i 5 byer og 15 kommuner. Disse er anført nedenfor med antallet af indbyggere på tidspunktet for folketællingen i 2011.

### Byer
| By      | Indb.  |
| ------- | ------ |
| Drniš   | 07.498 |
| Knin    | 15.407 |
| Skradin | 03.825 |
| Šibenik | 46.332 |
| Vodice  | 08.875 |

### Kommuner
| Kommune        | Indb. |
| -------------- | ----- |
| Bilice         | 2.307 |
| Biskupija      | 1.699 |
| Civljane       | 0.239 |
| Ervenik        | 1.105 |
| Kijevo         | 0.417 |
| Kistanje       | 3.481 |
| Murter-Kornati | 2.044 |
| Pirovac        | 1.930 |
| Primošten      | 2.828 |
| Promina*       | 1.136 |
| Rogoznica      | 2.345 |
| Ružić**        | 1.591 |
| Tisno          | 3.094 |
| Tribunj        | 1.536 |
| Unešić         | 1.686 |

* Administration i Oklaj

** Administration i  Gradac